# Twiztid
Twiztid – amerykański zespół muzyczny wykonujący muzykę z gatunku horrorcore.

## Historia
Zespół został założony w 1997 roku w Detroit przez Jamiego Madroxa (James Spaniolo) oraz Monoxide Child (Paul Methric), którzy w przeszłości byli członkami  grupy House of Krazees. Jeszcze w tym samym roku Twiztid podpisało kontrakt z wytwórnią muzyczną Psychopathic Records. Stało się tak dzięki wysłaniu demo do Josepha Bruce'a (członka Insane Clown Posse oraz właściciela wytwórni Psychopathic Records), który był zachwycony ich muzyką. Efektem tego był debiutancki album – "Mostasteless", który ukazał się 25 listopada 1997 roku. Był on bardzo dobrze przyjęty zarówno przez słuchaczy jak i recenzentów. 2 lata później miała miejsce reedycja albumu "Mostasteless" pod szyldem wytwórni Island Records. Reedycja była pozbawiona kilku utworów z powodu praw autorskich. 31 października 2000 roku światło dzienne ujrzał drugi album studyjny zespołu zatytułowany "Freek Show". W kolejnym roku Twiztid wydało minialbum pt. "Mirror Mirror", premiera odbyła się 9 kwietnia. 1 lipca 2003 grupa wydała swój trzeci album studyjny pt. "The Green Book", który zyskał uznanie pośród recenzentów. Rok 2005 przyniósł ze sobą dwa albumy studyjne Man's Myth (Vol. 1) (wydany 28 czerwca) oraz Mutant (Vol. 2) (wydany 26 lipca). W czasie rocznicy amerykańskiego Dnia Niepodległości w 2007 miała miejsce premiera szóstego albumu studyjnego zespołu pt. Independents Day. Na albumie pojawili się tacy goście jak: Tech N9ne, Krizz Kaliko, Jared Gomes,  członkowie zespołów The Dayton Family i Tha Dogg Pound oraz dwaj członkowie grupy D12: Bizarre i Proof. Następnie zespół wyruszył "Toxic Terror Tour", które we wrześniu tego samego roku zostało anulowane z powodu urazu Monoxide'a doznanego w wypadku samochodowym. W dniu 17 marca 2009 roku Twiztid wydało swój siódmy album studyjny zatytułowany W.I.C.K.E.D. (skrót od Wish I Could Kill Every Day). Album ten był notowany na 4. miejscu Top Rap Albums,  1. miejscu  Top Independent Albums oraz 11. miejscu listy Billboard 200. Albumy Heartbroken & Homicidal oraz Abominationz wydane kolejno w 2010 i 2012 były ostatnimi płytami wydanymi pod szyldem wytwórni Psychopathic Records. Dziesiąty album studyjny zespołu – The Darkness został wydany 27 stycznia 2015 roku nakładem wytwórni muzycznej Majik Ninja Entertainment. W kolejnych latach Twiztid wydało trzy albumy studyjne: The Continuous Evilution of Life's ?'s (2017), Generation Nightmare (2019) oraz Mad Season (2020).

## Dyskografia

### Albumy studyjne
| Mostasteless                           | - Data: 25 listopada 1997 - Wydawca: Psychopathic Records     | — |
| Freek Show                             | - Data: 31 października 2000 - Wydawca: Psychopathic Records  | — |
| The Green Book                         | - Data: 1 lipca 2003 - Wydawca: Psychopathic Records          | — |
| Man's Myth (Vol. 1)                    | - Data: 28 czerwca 2005 - Wydawca: Psychopathic Records       | — |
| Mutant (Vol. 2)                        | - Data: 26 lipca 2005 - Wydawca: Psychopathic Records         | — |
| Independents Day                       | - Data: 4 lipca 2007 - Wydawca: Psychopathic Records          | — |
| W.I.C.K.E.D.                           | - Data: 17 marca 2009 - Wydawca: Psychopathic Records         | — |
| Heartbroken & Homicidal                | - Data: 21 września 2010 - Wydawca: Psychopathic Records      | — |
| Abominationz                           | - Data: 22 października 2012 - Wydawca: Psychopathic Records  | — |
| The Darkness                           | - Data: 27 stycznia 2015 - Wydawca: Majik Ninja Entertainment | — |
| The Continuous Evilution of Life's ?'s | - Data: 27 stycznia 2017 - Wydawca: Majik Ninja Entertainment | — |
| Generation Nightmare                   | - Data: 26 kwietnia 2019 - Wydawca: Majik Ninja Entertainment | — |
| Mad Season                             | - Data: 20 kwietnia 2020 - Wydawca: Majik Ninja Entertainment |   |
| „—” album nie był notowany.            |                                                               |   |